# Hongkong
Hongkong (čínsky v českém přepisu Siang-kang, pchin-jinem Xiānggǎng, znaky 香港, kantonsky Hèung-gáwng, doslova Voňavý přístav) je samostatné město a speciální administrativní oblast Čínské lidové republiky, ležící na pobřeží Jihočínského moře. Hongkong je významné ekonomické a obchodní centrum. Patří mezi nejhustěji osídlené oblasti světa. Oficiální název regionu je Hongkong (čínsky v českém přepisu Čung-chua žen-min kung-che-kuo Siang-kang tche-pie sing-čeng-čchü, znaky 中華人民共和國香港特別行政區, anglicky Hong Kong Special Administrative Region of the People's Republic of China). Podle ústavy se Hongkong těší vysokému stupni autonomie, pouze za mezinárodní politiku a ozbrojené síly zodpovídá centrální vláda v Pekingu.

## Historie
Hongkong byl osídlen již od neolitu. První Evropan, který toto místo navštívil, byl portugalský mořeplavec Jorge Álvares v roce 1513. Portugalci poté zřídili obchodní stanici v sousedním Macau.

### Britský Hongkong

Hongkongská vlajka (1959–1997)

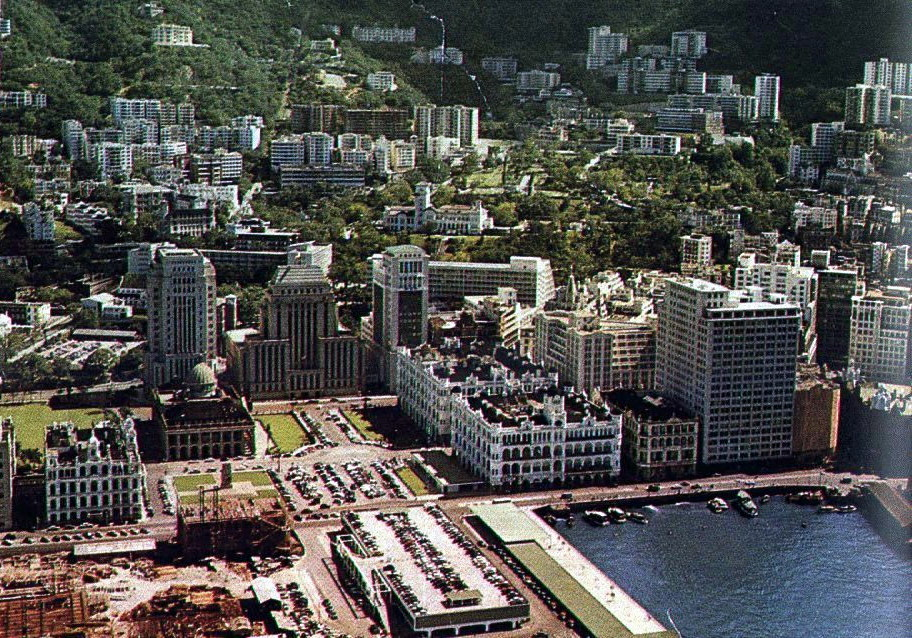
Hong Kong v roce 1955

Roku 1699 začala v Číně obchodovat britská Východoindická společnost. V Evropě byla v té době velká poptávka po čínském zboží, naopak v Číně po evropském jen velmi malá, Číňané vyžadovali po Evropanech za své zboží (hedvábí, porcelán, čaj) platby ve stříbře. Britové tak začali do Číny nejprve dovážet a později pašovat ve velkém opium, které produkovali ve svých koloniích v Indii. Drogově závislých na opiu v Číně rapidně přibývalo. V roce 1839, kdy jich byly podle odhadů již 2 miliony, komisař Lin z pověření čínského císaře rázně zakročil a nechal zatknout 1 600 čínských překupníků a zabavit a zničit přes 1 000 tun opia. Tato opatření dala podnět k první opiové válce – Britové vyslali do Číny válečné loďstvo, které do roku 1842 obsadilo několik pobřežních měst a donutilo čínskou stranu podepsat 29. srpna 1842 Nankingskou smlouvu, podle které museli Číňané postoupit Velké Británii Hongkong, bez omezení otevřít 5 svých přístavů zahraničním obchodním společnostem, povolit obchod s opiem, zaplatit Britům zničené opium (6 milionů stříbrných dolarů) a válečné výdaje (12 milionů stříbrných dolarů) a odpustit britským obchodníkům dluhy ve výši 3 milionů stříbrných dolarů.
Poloostrov Kowloon byl postoupen Británii v roce 1860 podle Pekingské smlouvy po druhé opiové válce. Přiléhající území, kterým se říká „Nová teritoria“ (včetně Nového Kaulungu a ostrova Lantau), byly pronajaty Británii na dobu 99 let, a to počínaje 1. červencem 1898 a konče 30. červnem 1997.

### Přechod pod čínskou správu
V osmdesátých letech bylo jasné, že smlouva o pronájmu „Nových teritorií“ brzy vyprší. Bylo nutné, aby Británie vyjednala vrácení Hongkongu Číně. Podle smlouvy, která je známá jako „Čínsko-britské společné prohlášení“, která byla podepsána Čínou a Velkou Británií 19. prosince 1984, se celé území Hongkongu pod britskou koloniální vládou 1. července 1997 stalo „Hongkongem, speciální administrativní zónou ČLR“. V tomto společném prohlášení se ČLR zavázala, že podle zásady „jedna země, dva systémy“, kterou navrhl čínský politik Teng Siao-pching, socialistický ekonomický systém Číny nebude v Hongkongu praktikován a že současný kapitalistický systém a životní styl zůstane nezměněn po dobu 50 let, tedy až do roku 2047. Smlouva vešla v platnost po půlnoci 1. července 1997, když poslední britský guvernér Chris Patten odplul na Královské jachtě Britannia.
Nejistota během jednání a silný nátlak ČLR způsobily velký odliv investičního kapitálu (až jeden milion USD denně), pád hongkongského dolaru, ale především nastala velká vlna emigrace a to emigrace především majetných (milionáři i miliardáři) a vysoce vzdělaných lidí, která se po tchieanmenském masakru v roce 1989 ještě zvýšila. Ve výsledku se hovoří o statisících (45 000–70 000 emigrantů za rok, mezi lety 1984–1997 opustilo Hongkong údajně 500 000–700 000 občanů).

### Pod čínskou správou

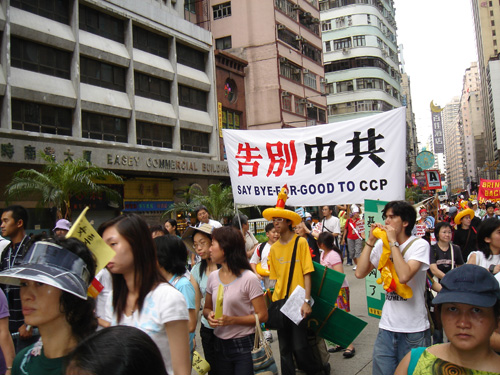
Demonstrace 1. července 2005: „Pryč s komunistickou stranou!“

Ačkoliv prognózy zabývající se budoucností Hongkongu byly vesměs pesimistické (obávaly se dopadu přechodu Hongkongu pod čínskou správu na ekonomickou, hospodářskou a politickou situaci), katastrofické scénáře se nenaplnily – Hongkongu se i po změně vlády stále dobře dařilo. Určité změny ale nastaly – například velká část výroby se přesunula do pevninské Číny. Problémy ovšem představuje dosavadní systém vlády, který není příliš demokratický. Nespokojenost s dosavadním politickým systémem vyústila například v protesty v roce 2003, největší masové protesty v Číně od roku 1989.
V roce 2014 vypukly v Hongkongu rozsáhlé protesty proti tzv. volební reformě schválené centrální vládou v Pekingu, známé také jako tzv. deštníková revoluce. Podle reformy měli být kandidáti do místních voleb schvalováni komisí pod dohledem čínských úřadů. Na počátku října 2014 začali protestující požadovat rezignaci místní samosprávy. V prosinci 2014 protesty pomalu utichaly a demonstranti byli definitivně rozehnáni.

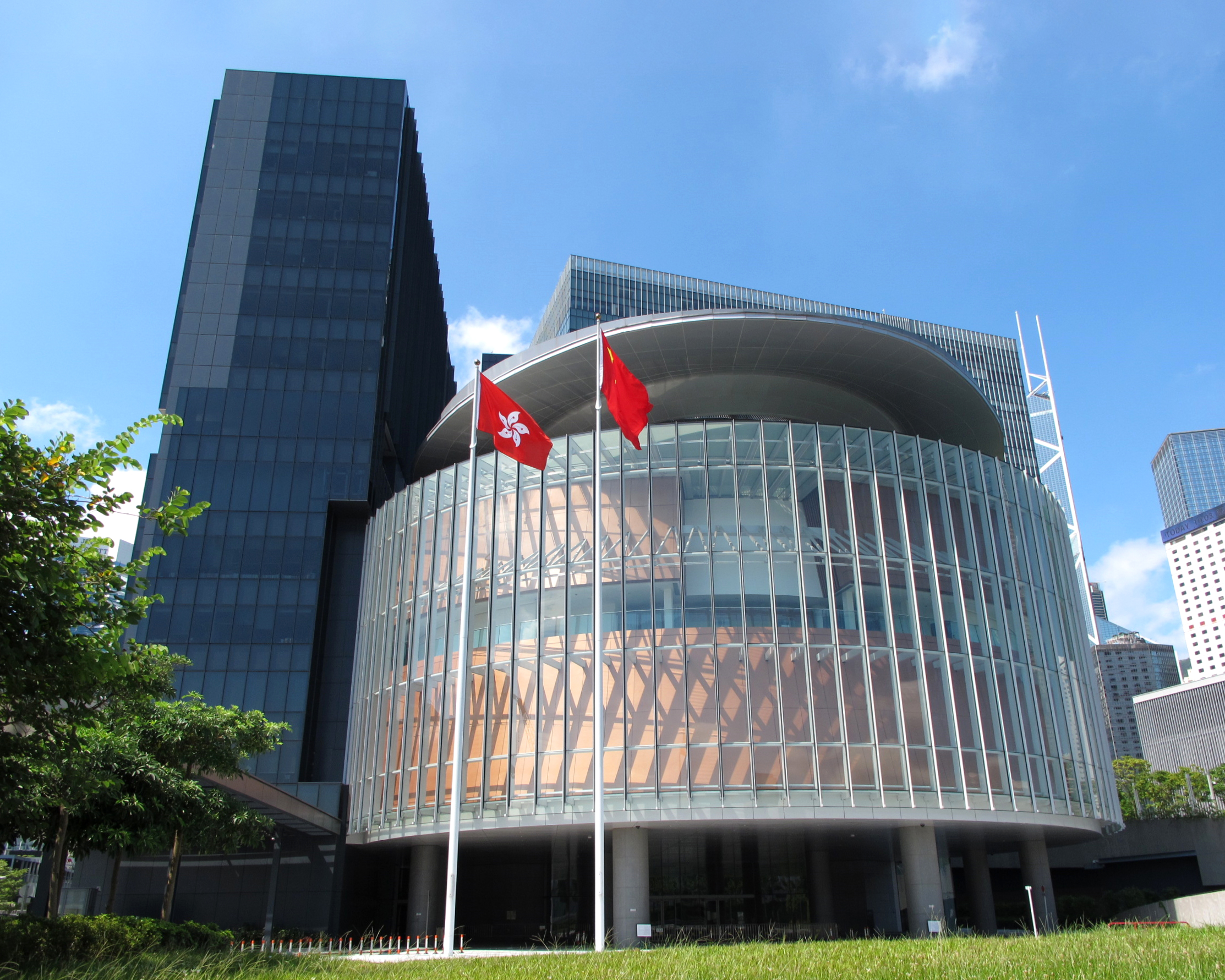
Legislativní rada Hongkongu

Doposud nejmasovější demonstrace a protesty proti hongkongské vládě vypukly na jaře 2019. Až jeden milion demonstrantů (nebo i více) zaplňoval opakovaně poměrně úzkou ulici mezi mrakodrapy v oblasti Victoria na protest proti připravovanému zákonu, umožňujícímu vládě území vydávat určité obviněné osoby úřadům pevninské Číny k dalšímu trestnímu stíhání. Ani poté, co šéfka hongkongské samosprávy Carrie Lamová tento zákon předběžně stáhla z projednávání, masové demonstrace neustaly. Lidé požadovali její odstoupení. Tyto protesty trvaly až do prosince 2019, byly však postupně policií zastaveny. Další nepokoje resp. protesty občanů Hongkongu vznikly v květnu 2020 na základě obav demokratických sil z postupného odbourávání autonomie území. Měly souvislost s připravovaným „Zákonem o národní bezpečnosti“, který pak byl čínskou vládou skutečně vydán 28. května.
Dne 30. června 2020, v předvečer 23. výročí předání Hongkongu Číně, uvedla čínská vláda v platnost „Zákon o státní bezpečnosti v Hongkongu“, který je mnoha ohledech explicitnější a tvrdší než vlastní čínský zákon z roku 2015. Kriminalizuje jakoukoli kritiku čínské vlády a Komunistické strany Číny a ve většině kategorií stanoví jako nejvyšší sazbu doživotní trest odnětí svobody. Byly tím značně omezeny svobody občanů Hongkongu, které se Čína zavázala respektovat mezinárodními úmluvami v 80. a 90. letech.
Teror ze strany čínské správy Hongkongu zesílil na jaře 2022, kdy bylo zatčeno vícero čelných představitelů hnutí bránícího svobody občanů Hongkongu, mezi nimi byl i devadesátiletý emeritní biskup Hongkongu kardinál Zen.
Výsledkem represí je rekordní vlna emigrace. Od poloviny roku 2021 do poloviny roku 2022 Hongkong opustilo přes 113 tisíc lidí, což vedlo nejvyššímu úbytku obyvatelstva od počátku vedení záznamů v roce 1961. Roste počet žádostí o speciální britské pasy pro obyvatele bývalé britské kolonie, z hongkongských škol se odhlašuje množství studentů a obyvatelé vybírají své penzijní fondy.

## Symboly
Hongkong, čínské závislé území, užívá vedle čínských symbolů i své vlastní.

### Vlajka
Hongkongská vlajka je tvořena červeným listem o poměru stran 2:3, v jejímž středu je bílý květ Bauhínie, který má na každém z pěti listů pěticípou hvězdu, umístěnou na konci řapíku.

### Znak
Hongkongský znak je emblém, tvořený červeným kruhovým polem, uprostřed kterého je bílý květ Bauhínie, který má na každém z pěti listů pěticípou hvězdu, umístěnou na konci řapíku. Vnější mezikruží je bílé s červenými opisy, oddělenými dvěma pěticípými hvězdičkami. Nahoře čínsky 中華人民共和國香港特別行政區 (česky Zvláštní administrativní oblast Siang-kang Čínské lidové republiky), dole  anglický opis HONG KONG.

## Geografie
Hongkong leží na jižním pobřeží Číny, 60 km východně od Macaa, na východní straně ústí Perlové řeky do zátoky Ču-ťiang-žou. Je obklopen Jihočínským mořem s výjimkou severu, který sousedí s městem Šen-čen (provincie Kuang-tung). Od roku 2018 je spojen s městy Macao a Ču-chaj 55 km dlouhým mostem Hongkong–Ču-chaj–Macao.
Sestává ze tří hlavních oblastí: ostrova Hongkong, poloostrova Kau-lung a tzv. „Nových teritorií“. Ty se dále dělí na 18 okresů. Mezi významné ostrovy patří Lantau a převážně umělý ostrov Čch’-lie-ťiao, na kterém se nachází mezinárodní letiště Hongkong. Celková plocha pevniny Hongkongu je 1106,81 km² (hlavní poloostrov a více než 260 ostrovů), vodní plocha okolního moře je 1648,22 km².. Urbanistický rozvoj se soustřeďuje na poloostrov Kau-lung, ostrov Hongkong a určité oblasti v Nových teritoriích. Přibližně 25% zástavby vyrostlo na územích získaných z moře (zasypáním zemním materiálem). Proces získávání nové půdy na úkor moře stále probíhá. Nezastavěný terén má kopcovitý až hornatý charakter a sestává převážně z pastvin, lesů a zemědělské plochy. Přibližně 40% rozlohy hongkongské zvláštní správní oblasti bylo vyhlášeno za národní parky či jiné formy chráněného území. Nejvyšším bodem území je Tai Mo Shan, 957 metrů nad hladinou moře.

## Jazyk
Úředním jazykem Hongkongu je standardní čínština a angličtina, nejrozšířenějším mluveným jazykem je však kantonština. V kantonštině běžně vysílají hongkongské televizní kanály, zatímco např. hlášení v metru jsou trojjazyčná: kantonsky, čínsky a anglicky. Nápisy jsou pouze dvojí čínsko-anglické, protože tytéž tradiční čínské znaky lze přečíst kantonsky i mandarínsky. Na rozdíl od většiny čínského území se v Hongkongu stále většinou používají tradiční znaky.

## Ekonomika

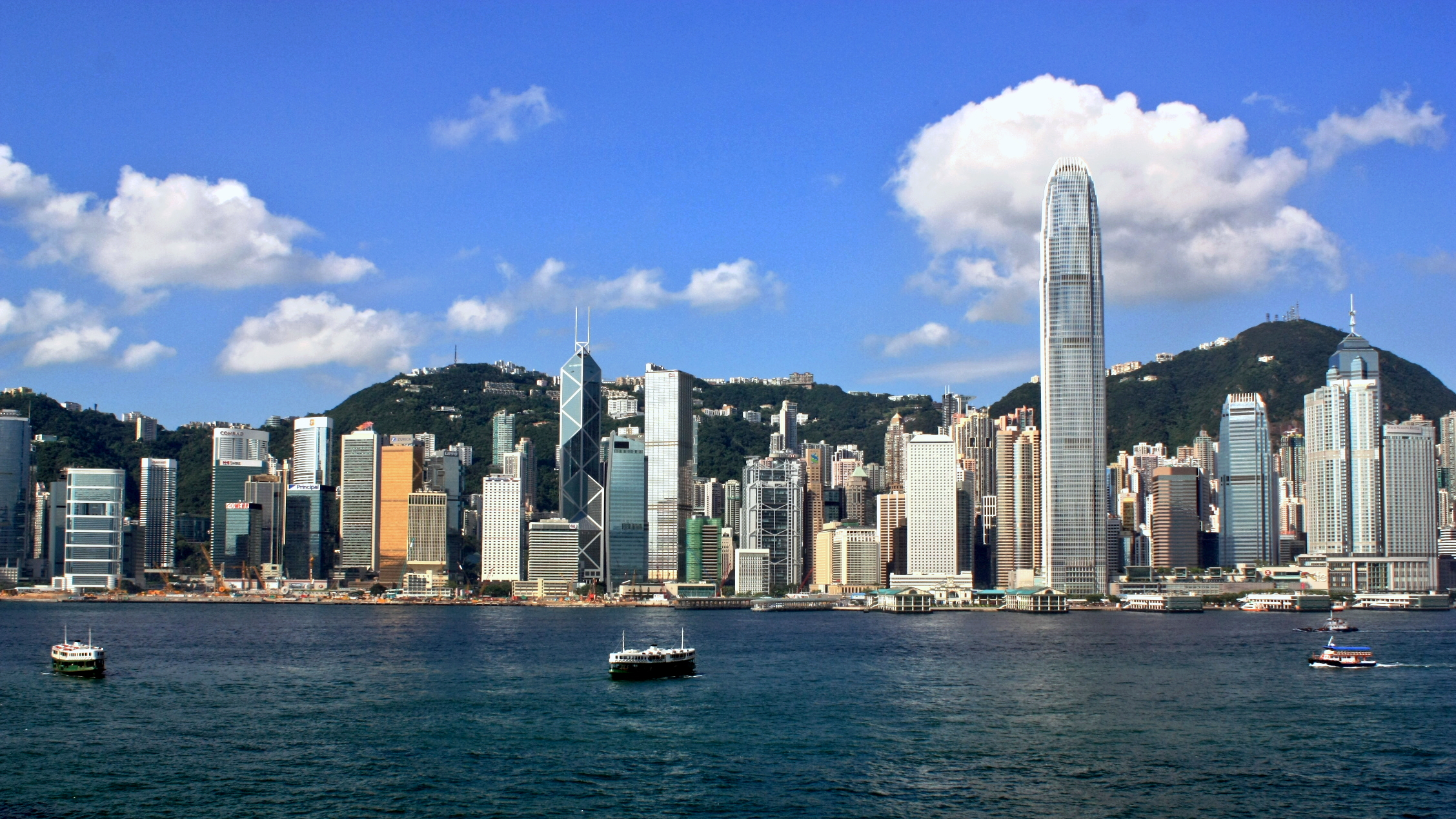
Central je důležité obchodní centrum v Hong Kongu

Hongkong má jednu z nejliberálnějších ekonomik světa. Je to jedno z nejdůležitějších světových středisek bankovnictví a obchodu. Zdejší přístav patří k nejvytíženějším přístavům kontejnerové námořní dopravy na světě. Zdejší mezinárodní letiště Hongkong je významným uzlem letecké dopravy v Asii.
Ekonomika Hongkongu je vysoce rozvinutá ekonomika volného trhu charakterizovaná nízkým zdaněním, téměř volným obchodem s přístavy a zavedeným mezinárodním finančním trhem. Měnou je hongkongský dolar. Tato měna je vázána na americký dolar. Úrokové sazby určují jednotlivé banky v Hongkongu, aby zajistily, že jsou řízeny trhem. Jako finanční regulační orgán funguje hongkongský měnový úřad.
Index ekonomické svobody hodnotí Hongkong jako zemi s nejvyšším stupněm ekonomické svobody již od vzniku indexu v roce 1995. Ekonomika Hongkongu je řízena pozitivním neintervencionismem a je vysoce závislá na mezinárodním obchodu. Z tohoto důvodu je považováno za jedno z nejvýhodnějších míst pro založení společnosti.
Hongkongská ekonomika má několik silných stránek. Mezi ně patří zdravý bankovní systém, prakticky žádný veřejný dluh, devizové rezervy, které činí kolem 408 miliard dolarů, silný právní systém s přísnými protikorupčními opatřeními a úzké vazby na pevninskou Čínu. Burza v Hongkongu je příznivá pro mezinárodní firmy. Spolu s kapitálovým trhem v Asii, jeho velikostí, předpisy a finančními nástroji, je srovnatelná s trhy v Londýně a New Yorku.
Hrubý domácí produkt Hongkongu mezi lety 1961 a 1997 vzrostl 180krát. Ve stejném časovém rámci také vzrostl HDP na obyvatele 87krát. Ekonomika Hongkongu je o něco větší než izraelská nebo irská a HDP na obyvatele v paritě kupní síly bylo v roce 2011 šesté nejvyšší na světě, vyšší než Spojené státy a Nizozemsko a mírně nižší než Brunej. V roce 2009 se reálný hospodářský růst Hongkongu v důsledku globálního finančního chaosu snížil o 2,8 %. Koncem 20. století byl Hongkong sedmým největším přístavem na světě a druhý co do propustnosti kontejnerů do New Yorku a Rotterdamu. Hongkong je řádným členem Světové obchodní organizace.

### Burza
S tržní kapitalizací přibližně 3,732 bilionu dolarů v polovině roku 2017 je Hongkongská burza šestá největší na světě. V roce 2006 byla hodnota počátečních veřejných nabídek (IPO) provedených v Hongkongu druhá nejvyšší na světě hned po Londýnu. V roce 2009 Hongkong získal 22 procent kapitálu IPO a stal se největším centrem IPO na světě. Burza má 10. největší obrat na světě a třetí největší v Číně.

### Ekonomická predikce
Od vzniku samostatného státu v roce 1997 byla hospodářská budoucnost Hongkongu mnohem více vystavena výzvám hospodářské globalizace a přímé konkurenci měst v Číně. Zejména Šanghaj tvrdil, že má geografickou výhodu. Vláda v Šanghaji snila o tom, že se město stane hlavním čínským hospodářským centrem již v roce 2010. Cílem je umožnit Šanghaji dohnat New York do roku 2040–2050.

### Sociální situace
Mezinárodní hranice chudoby je peněžní prahová hodnota, pod kterou je jednotlivec považován za člověka žijícího v chudobě. Tato prahová hodnota se vypočítá pomocí parity kupní síly. Podle Světové banky byla linie pro mezinárodní chudobu naposledy aktualizována v říjnu 2015, kdy byla zvýšena z 1,25 USD na den na 1,90 USD na den. Zvýšení této prahové hodnoty pomáhá zohlednit změny životních nákladů, které přímo ovlivňují schopnost jednotlivců získat základní potřeby napříč zeměmi. Vzhledem k tomu, že Hongkong je jedním z největších a nejdražších měst na světě, není divu, že část populace žije v chudobě.
Nedávné údaje ukazují, že 1,37 milionu lidí žije pod hranicí chudoby a snaží se přežít s 4 000 HK $ (510 USD) za měsíc pro domácnost jedné osoby, 9 800 HK pro výdělek domácnosti dvou osob a 15 000 HK pro tři osoby v domácnosti. Míra chudoby v Hongkongu dosáhla vysokého čísla 20,1%, ale nedávné úsilí vládních programů toto číslo snížilo na 14,7 %.
V prosinci 2012 byla obnovena Komise pro chudobu (CoP), aby předešla a zmírnila chudobu. Byly ji přiděleny 3 základní funkce; analyzovat situaci v oblasti chudoby, pomáhat při formulaci politiky a hodnotit účinnost politiky. Sociální dávky byly připisovány ke zmírnění velké části chudoby, ale míra, ve které byla chudoba zmírněna, je stále sporná. Ačkoli tyto dávky udržují domácnosti nad hranici chudoby, stále se snaží splňovat určité standardy, protože životní náklady v Hongkongu neustále rostou.
Ve spojení s těmito sociálními dávkami se zákonná minimální mzda v posledních 10 letech podruhé zvýšila. Zákonná minimální mzda (SMW) vznikla 1. května 2011 a sazba SMW byla od května 2017 34,5 HK $ za hodinu. Legislativní rada v Hongkongu naposledy schválila revizi sazby SMW, aby se zvýšila na 37,5 HK $ za hodinu, tato suma je platná od 1. května 2019. Ačkoli celkové statistiky Hongkongu ukazují klesající chudobu, dětská chudoba se v poslední době zvýšila o 3,3 %, až na celkem 23,1 %, v důsledku větších domácností konkrétněji dětí, které zůstávají se svými staršími rodiči. S předpokládaným zpomalením hospodářského růstu v následujících letech se chudoba stává stále naléhavější otázkou.
Kromě výhody pro mladou generaci prostřednictvím sociálních dávek a zvyšování minimální mzdy byly zavedeny rozšířené příspěvky pro seniory s cílem zvýšit jednorázové příjmy starší populace, která již nemůže pracovat. Od 1. února 2019 se částka splatná za měsíc za způsobilou starší populaci stala 1 385 HK $ ve snaze zvýšit příjmy domácností žijící se staršími nájemníky. Přestože se Hongkong stal jedním z největších rostoucích měst na světě, velká část populace se snaží udržet krok s rostoucími životními náklady.
Jedním z největších problémů ovlivňujících rodiny s nízkými příjmy je dostupnost bydlení. Během posledního desetiletí se ceny rezidenčních nemovitostí v Hongkongu zvýšily téměř na 242 % a růst se konečně letos začíná zpomalovat. Vzhledem k tomu, že bydlení je základní nutností, ceny neustále rostly, zatímco jednorázové příjmy zůstávají prakticky nezměněny. S klesajícím množstvím dostupného bydlení je pro rodiny mnohem těžší najít domovy ve své domovské zemi. Programy veřejného bydlení byly realizovány vládou, ale opožděná výstavba a rostoucí čekací seznamy nepomohly v takové míře, v jaké se plánovalo. Nedávné výsledky z think-tanku v Hongkongu ukazují, že do roku 2022 by mohl průměrný občan čekat až 6 let na veřejné bydlení. Průzkumy ukazují, že dostupnost bydlení klesla, což nutilo domácnosti utrácet více za přístřeší a méně za jiné potřeby. Tyto problémy mohou vést k horším životním podmínkám a nevyvážené stravě, které představují problémy nejen nad finanční prosperitu.

## Pamětihodnosti
Obchodní čtvrtí je Kowloon. Mezi nejznámější trhy patří nefritový, kde se smlouvá i o ceně polévky v restauraci. Dalšími turistickými atrakcemi jsou například chrám Wong Tai Sin nebo Ptačí trh.
Na jižním výběžku Kaulungu ležící rybářská osada Lei Yeu Mun si zachovala nádech své původní podoby. Hongkongský park je oázou klidu uprostřed města. Jeho součástí jsou nejen zelené zahrady, ale také jezírka s vodními ptáky, fontány, přírodní restaurace a muzeum čajů.
Victoria Peak je 554 metrů vysoká hora. Je z ní nádherný výhled na zátoky a ostrůvky. Hongkong je spojen se všemi přilehlými ostrovy prostřednictvím trajektů. Nádherné pláže se nacházejí na ostrově Lamma, kam nesmějí ani auta.
Nejvyšší hora je Tai Mo Shan (957 m), ta má ale nepřístupný vrchol, na kterém se nachází meteorologický radar a také základna čínské armády. Nejvyšší přístupnou horou je Lantau Peak (934 m) na ostrově Lantau.

Pohled na Hongkong a jeho mrakodrapy z pahorku Victoria Peak (2019)